# William Jones (Politiker, 1760)

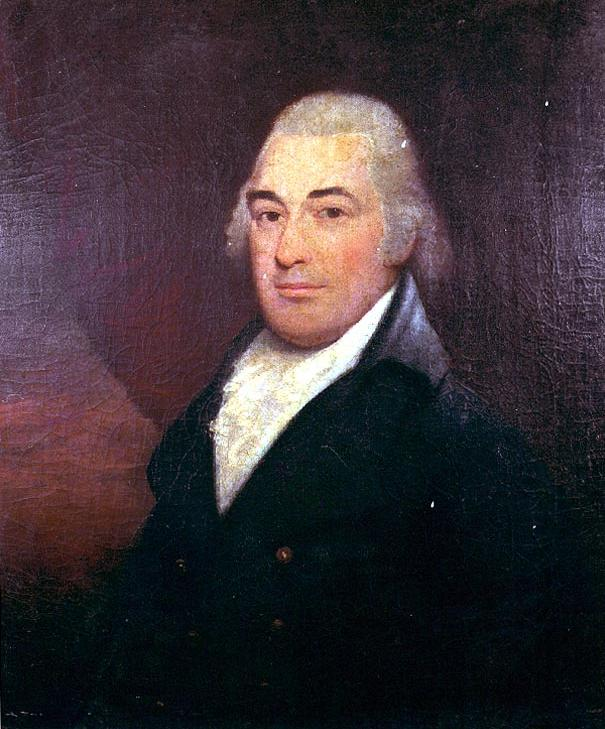
William Jones

William Jones (* 1760 in Philadelphia; † 6. September 1831 in Bethlehem, Pennsylvania) war ein US-amerikanischer Politiker und unter Präsident James Madison Marineminister der Vereinigten Staaten.
Nach dem Schulbesuch und der Ausbildung in einer Werft kämpfte Jones als junger Mann als Mitglied eines Freiwilligenregiments im Unabhängigkeitskrieg. Er nahm an den Schlachten von Trenton und Princeton teil und diente später auf See. Nach der Rückkehr aus dem Krieg begann er eine erfolgreiche berufliche Laufbahn als Kaufmann in Charleston und Philadelphia.
Seine politische Laufbahn begann im Jahr 1800 mit der Wahl ins Repräsentantenhaus für die Demokratisch-Republikanische Partei. Im folgenden Jahr wurde ihm bereits der Posten des Marineministers angeboten, doch er lehnte ab und blieb bis zum Ende der Legislaturperiode im Kongress. Als ihm das Amt des Secretary of the Navy im Januar 1813 zum zweiten Mal angetragen wurde, nahm Jones an. Zu der Zeit, als er den Posten übernahm, nahm der Britisch-Amerikanische Krieg größere Ausmaße an. Die von Jones ergriffenen Maßnahmen hatten großen Anteil am amerikanischen Erfolg beim Kampf um die Great Lakes. Seine Strategie umfasste auch die Küstenverteidigung und einen Handelskrieg. Während seiner bis zum 2. Dezember 1814 währenden Amtszeit als Marineminister leitete er auch längere Zeit in kommissarischer Funktion das Finanzministerium.
1816 wurde Jones zum Präsidenten der Second Bank of the United States ernannt. Nach Problemen in seiner Amtsführung musste er 1819 seinen Abschied nehmen und zog sich ins Privatleben zurück. Seit 1805 war er gewähltes Mitglied der American Philosophical Society.
Im Gedenken an den 1831 verstorbenen Marineminister wurde der Zerstörer USS William Jones (DD-308) nach ihm benannt.